# Éthique des mathématiques
 (avril 2019).
L'éthique des mathématiques est l'une des formes de l'éthique appliquée à un domaine concret qui examine :
- les règles et les principes de l'éthique dans le contexte des mathématiques appliquées ;
- les diverses questions morales ou éthiques qui apparaissent dans le contexte de la recherche mathématique ;
- les obligations pour une personne se livrant aux mathématiques appliquées, en particulier les mathématiciens qui travaillent dans les domaines qui ont des conséquences importantes pour la société, par exemple la loi, la finance, les affaires, l'économique, l'armée et l'environnement.